# Sabium
Sabium (Sa-bu-um) byl třetím králem Babylónu 1. dynastie. Vládl přibližně v letech 1844–1831 př. n. l. O jeho vládě toho mnoho známo není, podle záznamů nechal vybudovat několik chrámů bohu Šamašovi.
| Králové Babylonu     | Králové Babylonu           | Králové Babylonu   |
| -------------------- | -------------------------- | ------------------ |
| Předchůdce: Sumulael | 1844–1831 př. n. l. Sabium | Nástupce: Apil-Sin |